# پانچکس کوتوله
پانچکس کوتوله با نام علمی Aplocheilus parvus, گونه ای از ساده لبان و بومی هند و سریلانکا است . طول این گونه به ۶٫۳ سانتیمتر (۲٫۵ اینچ) می رسد. زیستگاه های طبیعی آن مخازن آب شیرین و شور، نهرهای کوچک و رودخانه های پر از پوشش گیاهی است. آنها به ندرت به عنوان ماهی آکواریومی استفاده می شوند. اغلب اشتباهاً پانچکس سبز یا پانچکس آبی نامیده می شود.